# Rheinfelsisches Gesangbuch

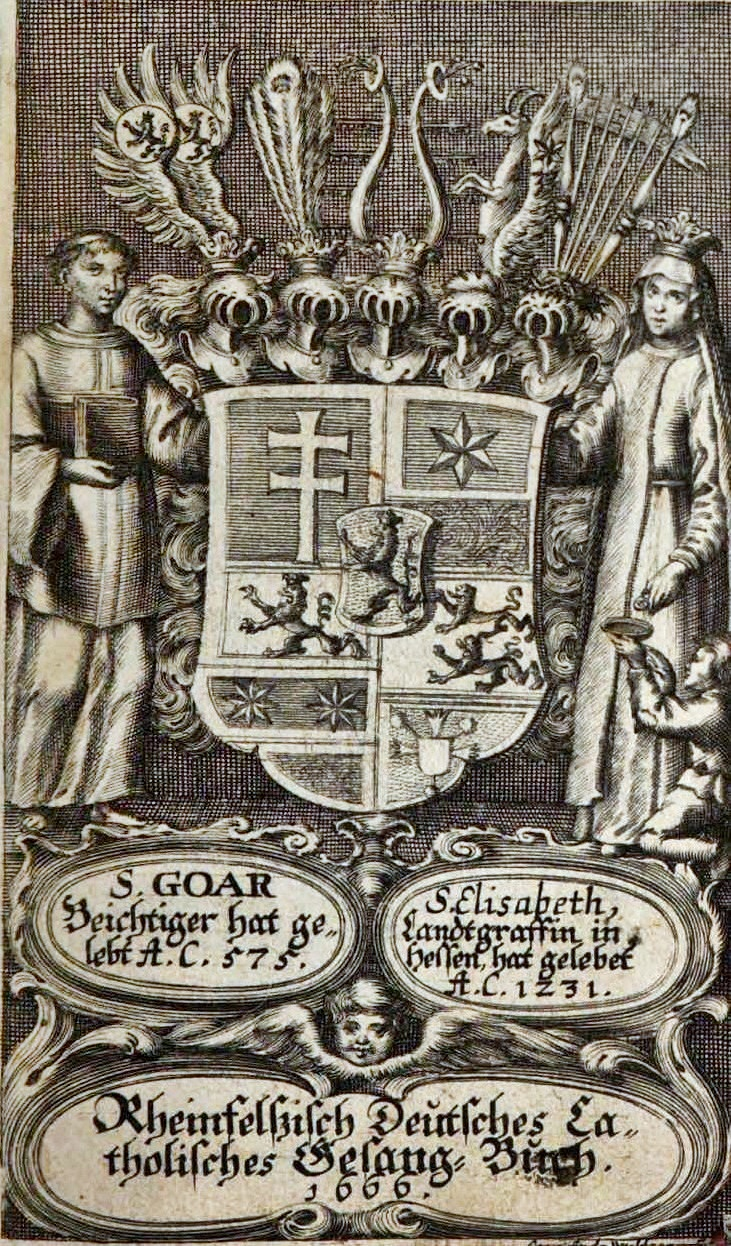
Rheinfelsisches Gesangbuch (1666), Frontispiz mit dem Heiligen Goar und der Heiligen Elisabeth

Das Rheinfelsische Gesangbuch (Originaltitel: Christliches Catholisches zu S. Goär übliches Gesang-Buch, mit vorgesetzten Melodeyen auff alle hohe Feste durchs gantze Jahr, wie auch auff andere Zeiten vnd Fälle mit Fleiß zusammen getragen, vnd in dise Formb gebracht, vnd mehrentheils dem Wienerischen, Davidische Harmonj genannt, nachgedruckt) ist eines der frühesten Beispiele für Gesangbuchökumene.
Im Auftrag des Landgrafen Ernst von Hessen-Rheinfels 1666 in Augsburg gedruckt, basierte es auf der 1659 in Wien veröffentlichten, nicht erhaltenen jesuitischen Davidischen Harmonie. Da dieses Gesangbuch aber aus Sicht der Kurie zu viele protestantische Texte und Lieder enthielt, verweigerte ihm der zuständige Augsburger Weihbischof Kaspar Zeiler die Approbation. Aus diesem Grund dürften nur wenige Bücher hergestellt worden sein, von denen heute nur noch zwei vollständige Exemplare erhalten sind. 2002 wurde eines dieser beiden Exemplare von dem Mainzer Historiker Alexander Ritter in der Bayerischen Staatsbibliothek wiederentdeckt und zum 350-jährigen Bestehen der katholischen Pfarrgemeinden in Bad Schwalbach, Nastätten und St. Goar als vollständiger Nachdruck mit Kommentar neu herausgegeben.

## Inhalt und Bedeutung

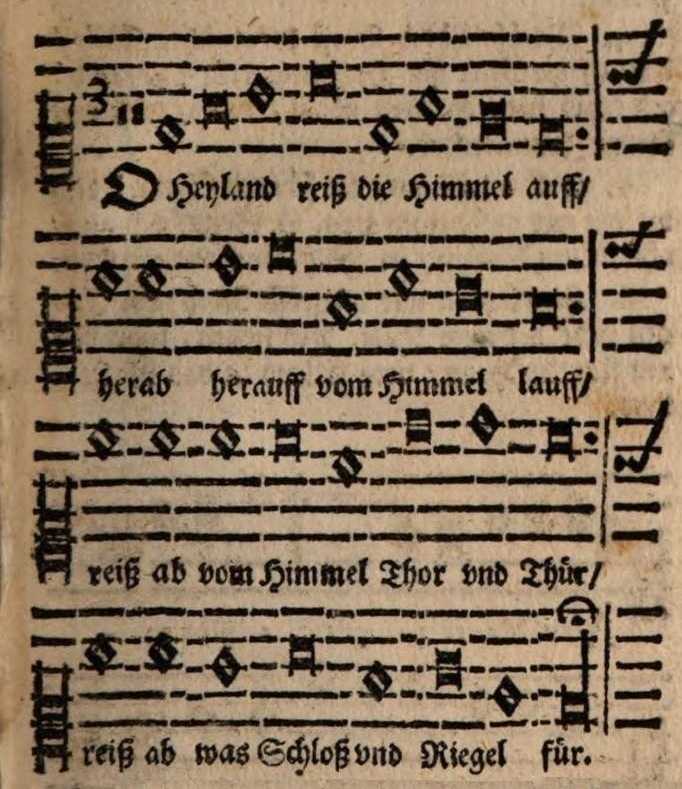
O Heiland, reiß die Himmel auf (Erstdruck mit Melodie, Rheinfelsisches Gesangbuch)

Wie die Davidische Harmonie sollte das Rheinfelsische Gesangbuch Protestanten den Übertritt zur katholischen Kirche erleichtern, indem es deren liturgische Gewohnheiten und Kirchenlieder in geeigneter Form zu übernehmen versuchte. Auch deshalb spricht das Frontispiz des Rheinfelsischen Gesangbuchs ausdrücklich von einem deutschen katholischen Gesangbuch, denn im 17. Jahrhundert war es im Allgemeinen nicht üblich, während der Messe Lieder in deutscher Sprache zu singen. Das Kirchenlied diente lediglich als Ausdruck der religiösen Empfindung der Laienwelt bei Andachten und Prozessionen und war kein Bestandteil der offiziellen Liturgie. 82 Lieder stammen aus katholischer Feder,  und 96 der insgesamt 179 Lieder sind nichtkatholischer Provenienz. Das Buch sollte wohl auch unter den Katholiken für Anerkennung protestantischen Liedgutes werben – worauf nicht zuletzt das Kompositum „christlich-catholisch“ im Buchtitel verweisen dürfte. 33 Lieder des Rheinfelsischen Gesangbuchs sind im heutigen Einheitsgesangbuch Gotteslob enthalten, einige weitere in den Bistumsanhängen von Köln, Limburg und Mainz, sehr viele auch in evangelischen Gesangbüchern.
Die liedgeschichtliche und konfessionsübergreifende Bedeutung des Rheinfelsischen Gesangbuchs liegt unter anderem darin, dass die heute bekannte Melodie des von Friedrich Spee gedichteten Adventsliedes O Heiland, reiß die Himmel auf zum ersten Mal im Rheinfelsischen Gesangbuch notiert ist.